# Philippe Soupault
Philippe Soupault (Alts del Sena, 2 d'agost de 1897 - París, 12 de març de 1990) fou un poeta, novel·lista, crític i polític francès, que va participar activament en la creació del moviment dadaista i posteriorment va fundar, al costat d'André Breton el surrealisme, encara que va ser expulsat del grup sis anys després, el 1926, per mostrar-se contrari a la seva organització.

## Biografia
Va viure a Tunis. Durant la Segona Guerra Mundial va ser pres pels nazis però una vegada alliberat el 1943 es va establir a l'Alger. A l'acabar el conflicte va marxar a viure als Estats Units, retornant més tard a França. Entre les seves obres destaquen Els camps magnètics (1920) que va elaborar juntament amb Breton, inici del moviment surrealista. Del mateix any és la seva obra poètica Rosa dels Vents. De les novel·les destaquen El bon apostol (1923) i Les últimes nits de París (1928). De la seva incursió al terreny dels assajos és singular Guillaume Apollinaire (1928). Amb Memòries de l'oblit, en la dècada dels vuitanta del segle xx, va finalitzar la seva àmplia producció.